# Wyszogród
Wyszogród é um município da Polônia, na voivodia da Mazóvia e no condado de Płock. Estende-se por uma área de 12,96 km², com 2554 habitantes, segundo os censos de 2021, com uma densidade de 196,6 hab/km².